# Impasse Naboulet
L'impasse Naboulet est une voie située dans le quartier des Épinettes du 17e arrondissement de Paris.

## Situation et accès
L'impasse Naboulet est desservie par la ligne 13 à la station Porte de Clichy.

## Origine du nom

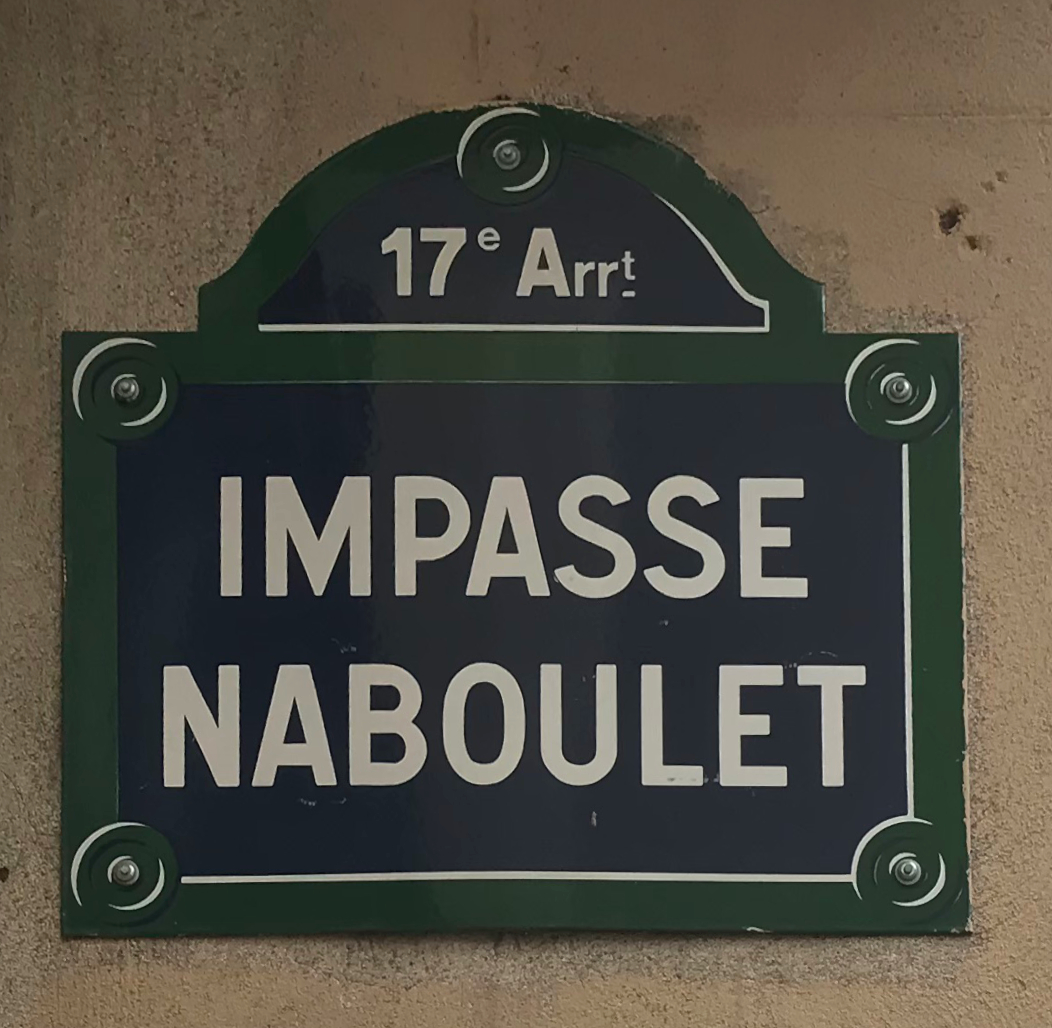
Panneau de la voie.

Cette voie doit son nom à celui d'un propriétaire local.

## Historique
Cette voie est classée dans la voirie parisienne par arrêté municipal du 23 février 1996.